# The Paperboy (sách thiếu nhi)
The Paperboy (tạm dịch: Cậu bé giao báo) là một cuốn sách tranh thiếu nhi năm 1996 của tác giả và họa sĩ minh họa người Mỹ Dav Pilkey. Lấy cảm hứng từ những trải nghiệm của chính tác giả khi còn là một người giao báo, cuốn sách kể về câu chuyện của một cậu bé giao báo cùng chú chó của mình đi giao báo vào đầu giờ sáng. The Paperboy đã nhận được những đánh giá tích cực từ giới phê bình và được trao Danh hiệu Caldecott vào năm 1997 cho các bức vẽ minh họa trong truyện.

## Nội dung
Một cậu bé giao báo không tên cùng với chú chó trung thành của mình thức dậy vào mỗi sáng sớm dù bên ngoài trời vẫn còn tối rét và cả gia đình đang say giấc nồng. Sau bữa sáng, cậu bé gấp báo và đem đi giao những tờ báo cùng con chó của cậu; cả hai đều tìm thấy hạnh phúc và sự thoải mái trong nếp sinh hoạt quen thuộc. Họ kết thúc công việc vào lúc mặt trời mọc khi phần còn lại của thế giới bắt đầu thức dậy, trở về nhà để chìm vào giấc ngủ và mơ.

## Bối cảnh và xuất bản
Theo Pilkey, The Paperboy được viết chỉ trong vòng 15 phút, mặc dù ông đã nghĩ về ý tưởng này từ hai hoặc ba năm trước. Câu chuyện được lấy cảm hứng từ những trải nghiệm của chính tác giả khi còn là một cậu bé giao báo cho Lorain Journal. Trong một cuộc phỏng vấn, ông đã nói rằng: "Tôi thích sự độc lập mà bản thân cảm thấy khi dường như là người duy nhất trên thế giới còn thức." Pilkey sau đó đã nhanh chóng hoàn thành các bức vẽ minh họa cho The Paperboy để có thể dành thời gian cho cuốn sách tiếp theo của mình, Make Way for Dumb Bunnies.
Paperboy được xuất bản vào ngày 1 tháng 3 năm 1996 bởi Orchard Books. Một phiên bản sách nói do Forest Whitaker thuật lại đi kèm đoạn video ngắn với phần hoạt họa dựa trên các bức vẽ minh họa gốc đã được phát hành bởi Weston Woods Studios vào năm 2000.

## Tiếp nhận
The Paperboy đã nhận được những đánh giá tích cực từ giới phê bình. Publishers Weekly viết rằng "Pilkey đang ở trạng thái tốt nhất" trong cuốn sách, đồng thời ca ngợi các bức vẽ minh họa và "sự im lặng có kiểm soát của câu chuyện". Kirkus Reviews gọi cuốn sách là "một sự xoa dịu nhẹ nhàng cho những bất ổn trong cuộc sống hiện đại" và ưu ái so sánh cậu bé giao báo da đen với nhân vật chính trong cuốn The Snowy Day của Ezra Jack Keats. Carolyn Phelan của Booklist đã viết rằng các bức vẽ minh họa bao gồm "cảnh quan và nội tâm được bày trí đẹp mắt" và gợi lên phong cách nghệ thuật của Marc Chagall. Viết cho School Library Journal, Wendy Lukehart đã gọi The Paperboy là một "câu chuyện hoàn toàn thuyết phục", ca ngợi "cách dùng ngôn ngữ súc tích nhưng duyên dáng" và "những bức tranh acrylic sang trọng, sâu sắc" của Pilkey. Mary M. Burns của The Horn Book Magazine thì khen ngợi "sự kết hợp trữ tình giữa văn bản và hình ảnh" và màu sắc "phong phú và hấp dẫn", đồng thời coi câu chuyện như là một "sự gợi mở mang tính thiền định về những khía cạnh khác thường của một cuộc sống bình thường".
Bản sách nói và đoạn video cũng nhận được nhiều đánh giá tích cực. AudioFile đã viết rằng "Forest Whitaker kể lại câu chuyện bằng một chất giọng nhẹ nhàng" và các hiệu ứng âm thanh khác nhau được thêm vào "chân thực vừa đủ cho một khung cảnh tinh tế". Teresa Bateman của School Library Journal cũng viết The Paperboy "thích ứng tuyệt vời với định dạng video". Candace Smith, viết cho Booklist, gọi đây là một "bản chuyển thể hình tượng trung thành" của cuốn sách gốc.
Paperboy đã nhận được Danh hiệu Caldecott vào năm 1997 cho các bức vẽ minh họa trong truyện. Trong một cuộc phỏng vấn, Pilkey cho biết: "Giành được Danh hiệu Caldecott có lẽ là điều thú vị nhất đối với tôi kể từ khi bắt đầu sự nghiệp viết sách chuyên nghiệp."